# Holoubek diamantový

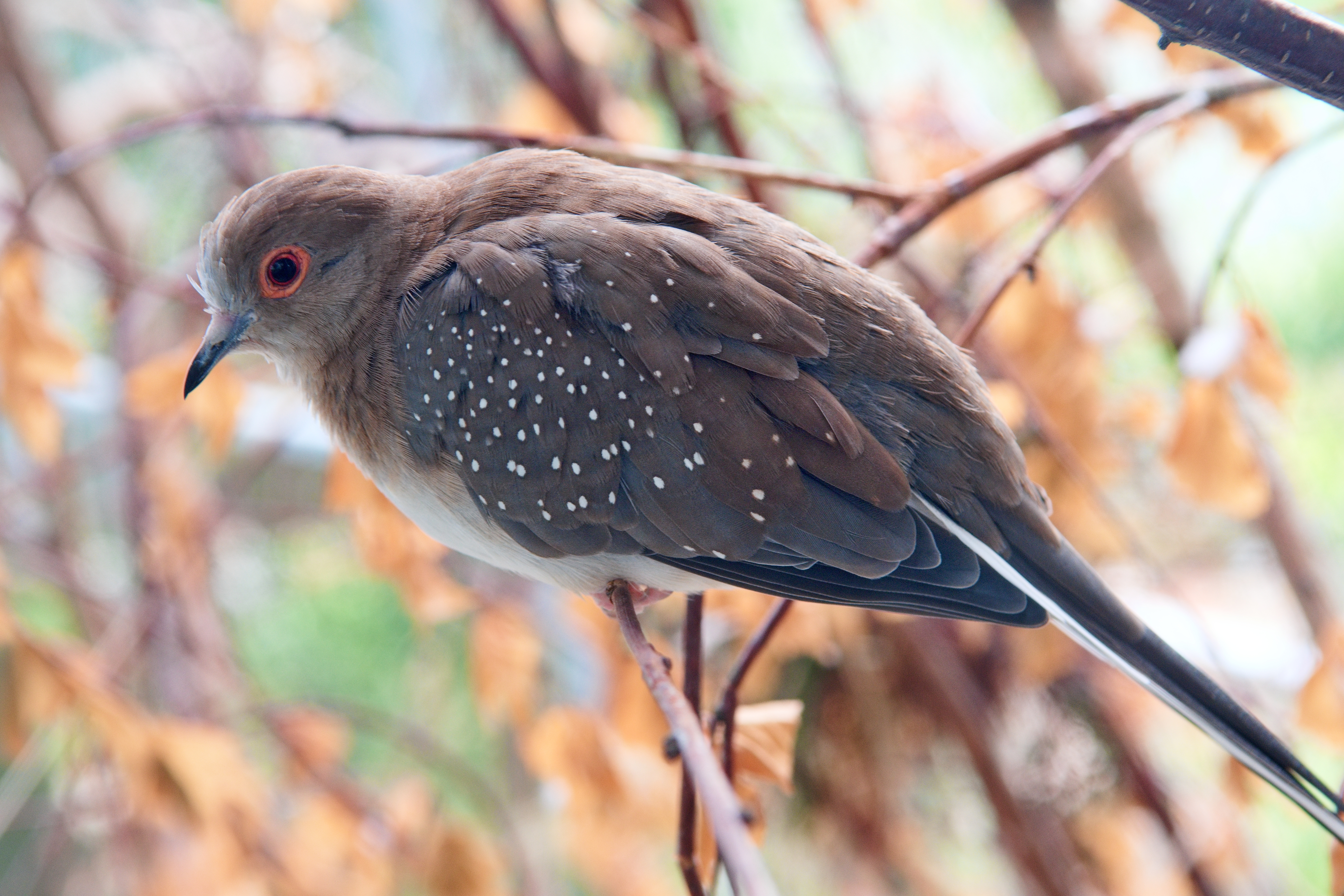
Holoubek diamantový - chov v botanické zahradě v Liberci

Holoubek diamantový (Geopelia cuneata) je malý pták z řádu měkkozobých. Vyskytuje se vždy v blízkosti vody, nejčastěji v lesích a porostech akácií, na území severní, západní a střední Austrálie.
Holoubek diamantový dorůstá velikosti 19 – 21 cm. Obě pohlaví jsou nápadná svým výrazným bílým skvrněním na křídlech. Spodní strana těla je krémově zbarvená, svrchní šedohnědá. Velmi výrazný je i červený proužek kolem očí.
Zdržuje se v párech nebo malých skupinách. Živí se zejména semeny, požírá však také drobný hmyz (zejména mravence). Hnízdo si staví z větviček a občas i z travin. Klade 2 bílá vejce, na kterých sedí 13 – 14 dnů. Mláďata opouštějí hnízdo po dvou týdnech po vylíhnutí.

## Název
Původ druhového českého jména je odvozen o bílých teček, které mají působit dojmem, jako kdyby křídla byla poseta diamanty.